# ジュウジメドクアマガエル
ジュウジメドクアマガエル（十字目毒雨蛙、Phrynohyas resinifictrix）は、両生綱無尾目アマガエル科ドクアマガエル属に分類されるカエル。

## 分布
エクアドル、スリナム、ブラジル北部、フランス（仏領ギアナ）、ベネズエラ、ボリビア

## 形態
体長8cm。虹彩は黄色で、十字状の黒い斑紋が入ることが和名の由来。体色は変異があり、胴体や四肢には暗色の太い横縞が入る。成長に伴い、皮膚にはイボが現れる。
外敵に襲われると皮膚から乳白色をした粘着質の毒液を分泌する。

## 生態
森林に生息する。
食性は肉食性で昆虫類、節足動物等を食べる。
繁殖形態は卵生で、水の溜まった樹洞の中に卵を産みつける。

## Status
LEAST CONCERN (IUCN Red List Ver. 3.1 (2001))

## 人間との関係
その特徴的な形態からG-SHOCKのデザインのモチーフ（BRAZILIAN FROGMAN）になったこともある。
ペットとして飼育されることもあり、日本にも輸入されている。欧米からの繁殖個体のみが流通する。形態から人気は高い。以前はドクアマガエル属の別種マネシドクアマガエルの名前で流通していた。
皮膚から毒を分泌するため素手で直接触れることは避けた方が賢明だと思われる。